# Kortsnuitzeepaardje
Het kortsnuitzeepaardje (Hippocampus hippocampus) is een soort uit de familie Syngnathidae. Het is een soort die voorkomt in het oosten van de Atlantische Oceaan van de Waddenzee tot de Golf van Guinee, Canarische Eilanden en langs de Afrikaanse kust.
Deze soort wordt net als het langsnuitzeepaardje soms gevangen in de Nederlandse kustwateren. In het Verenigd Koninkrijk zijn in 2007 in de Theems zich voortplantende kortsnuitzeepaardjes aangetroffen. De soort is daar een beschermde diersoort krachtens de Wildlife and Countryside Act 1981. Het kortsnuitzeepaardje staat als data deficient op de internationale Rode Lijst van de IUCN.
In Belgische wateren wordt dit zeepaardje sinds 2008 met enige regelmaat aangetroffen.
In het voorjaar van 2019 heeft het INBO twee kortsnuitzeepaardjes gevangen op de Zeeschelde nabij Doel. Het jaar daarop werd een exemplaar aangetroffen bij Kallo.